# حصرون (لبنان)
حصرون (به عربی: حصرون) یک منطقهٔ مسکونی در لبنان است که در شهرستان بشری واقع شده‌است. حصرون ۱۲٬۰۰۰ نفر جمعیت دارد و ۱٬۶۰۰ متر بالاتر از سطح دریا واقع شده‌است.